# Aeroportul French Valley
Aeroportul French Valley (IATA: RBK, FAA LID: F70) este un aeroport din California, Statele Unite ale Americii ce deservește zona Murrieta⁠(d). Aeroportul a fost tranzitat în 2019 de 18 pasageri.
Situat la o altitudine de 411 m, aeroportul dispune de 1 pistă.

## Infrastructură

### Piste
Aeroportul dispune de o singură pistă. Pista 18/36 are suprafața de asfalt și dimensiunile 6.000 picioare × 75 picioare. 